# Catharsius javanus
Catharsius javanus là một loài bọ cánh cứng trong họ Bọ hung (Scarabaeidae).